# Wilhelm Kruse
Wilhelm Kruse (* 22. Oktober 1887 in Schwaan; † 26. Juli 1960 in Berlin-Charlottenburg) war ein deutscher Bildhauer.

## Leben
Wilhelm Kruse sammelte als Sohn eines Tischlers bereits in früher Jugend bei seinem Vater erste Erfahrungen im Bildschnitzen. Um 1903 absolvierte er in Rostock eine vierjährige Ausbildung zum Steinmetz, Stuckateur und Holzbildhauer, anschließend folgten mehrere Jahre an der Unterrichtsanstalt des Berliner Kunstgewerbemuseums. Praktisch arbeitete Kruse im Atelier bei Walther Schmarje, der ihn an mehreren seiner Aufträge, besonders für Bauplastik, beteiligte. 1911 war er im Atelier bei Wilhelm Haverkamp tätig, bis er schließlich 1914 in Berlin-Friedenau ein eigenes Atelier gründete. Während des Ersten Weltkriegs diente Kruse als Soldat in Frankreich, Russland und schließlich auf dem Balkan, in Mazedonien als künstlerischer Leiter der Kriegsgräberverwaltung. In den Jahren 1933 bis 1945 arbeitete er zusammen mit weiteren Kollegen im „Haus der 40 Künstler“ in der Berliner Ateliergemeinschaft Klosterstraße, als deren stellvertretender Obmann er ab 1942 fungiert. Über die Jahre nach dem Krieg ist bisher kaum etwas bekannt, außer dass er ab Mitte der 1950er Jahre wieder in Berlin ansässig wurde.

## Werk

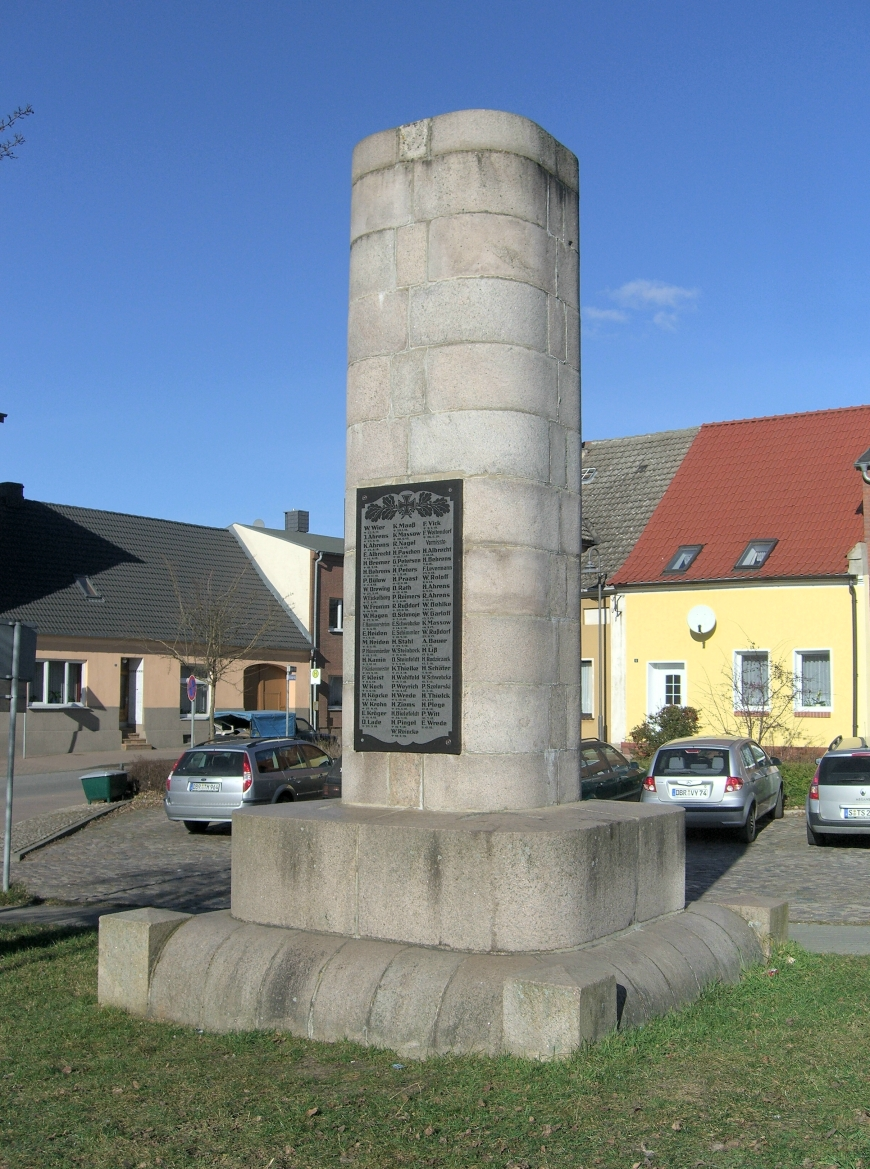
Gefallenen-Denkmal in Schwaan (1926)

- 1913: Wettbewerbsentwurf für ein Fritz-Reuter-Denkmal in Rostock (prämiert mit einem von drei 2. Preisen zu 500 Mark,[2] nicht ausgeführt)
- 1914: „Laufende Gans“
- 1922/1923: Bauplastik für das Herrenhaus Groß Runow in Pommern
- 1923: Grabmal Ida Kruse in Schwaan
- 1926: Denkmal für die Gefallenen des Ersten Weltkrieges in Schwaan
- um 1934: Büste der Mutter
- um 1934: Büste „Schwaaner Mädchen“
- 1935: Denkmal der Provinz Pommern für die Gefallenen des Ersten Weltkriegs (genannt Provinzialehrenmal)
- Relief „Selbstbildnis“
- Brunnenfigur „Puck“ (in die Schweiz verkauft)
- Majolika „Madonna mit Kind“
- „Weihnachtsrelief“